# 프레데리크 쇼팽 박물관
프레데리크 쇼팽 박물관(폴란드어: Muzeum Fryderyka Chopina)은 폴란드 바르샤바에 있는 박물관이다. 1954년에 설립되어 폴란드 음악가 프레데리크 쇼팽에게 헌정되었다. 2005년부터 박물관은 프리데리크 쇼팽 연구소가 운영하고 있다.